# Liste der Gebietsänderungen in Sachsen 2019
Die Liste der Gebietsänderungen in Sachsen 2019 enthält Änderungen an Gemeindegebieten des Freistaats Sachsen in der Zeit vom 1. Januar 2019 bis zum 31. Dezember 2019. Dazu zählen unter anderem Zusammenschlüsse und Trennungen von Gemeinden, Eingliederungen von Gemeinden in eine andere, Änderungen des Gemeindenamens und Umgliederungen von Teilen einer Gemeinde in eine andere.

In Sachsen kam es im Jahr 2019 zu sechs Gemeindegebietsänderungen. Alle damals entstandenen Gemeinden existieren noch heute.

## Legende
- Datum: juristisches Wirkungsdatum der Gebietsänderung
- Gemeinde vor der Änderung: Gemeinde vor der Gebietsänderung
- Gebietsänderung: Art der Gebietsänderung
- Gemeinde nach der Änderung: Gemeinde nach der Gebietsänderung
- Landkreis: Landkreis der Gemeinde nach der Gebietsänderung
- OT: Ortsteil

Die Sortierung erfolgt chronologisch: Datum, kreisfreie Städte, Landkreise, aufnehmende oder neu gebildete Gemeinde. Heute noch bestehende Gemeinden sind farbig unterlegt.

## Liste der Gebietsänderungen
| Datum      | Gemeinde vor Änderung                                                                                            | Gebietsänderung        | Gemeinde nach Änderung        | Landkreis       |
| ---------- | --- | ---------------------- | ----------------------------- | --------------- |
| 01.01.2019 | Chemnitz 3 Hektar mit 2 Einwohnern                                                                               | Umgliederung nach      | Burkhardtsdorf                | Erzgebirgskreis |
| 01.01.2019 | Aue, Bad Schlema mit Oberschlema, Niederschlema und Wildbach                                                     | Neubildung von         | Aue-Bad Schlema               | Erzgebirgskreis |
| 01.01.2019 | Adorf/Vogtl. 3,68 Hektar                                                                                         | Umgliederung nach      | Mühlental                     | Vogtlandkreis   |
| 01.01.2019 | Mühlental 8,07 Hektar                                                                                            | Umgliederung nach      | Adorf/Vogtl.                  | Vogtlandkreis   |
| 01.01.2019 | Markneukirchen 0,03 Hektar                                                                                       | Umgliederung nach      | Klingenthal                   | Vogtlandkreis   |
| 01.01.2019 | Schönteichen mit Biehla, Brauna, Cunnersdorf, Hausdorf, Liebenau, Petershain, Rohrbach, Schönbach und Schwosdorf | Eingliederung nach     | Kamenz                        | Bautzen         |
| 08.08.2019 | Klingenthal | Verleihung von Rechten | Klingenthal, Große Kreisstadt | Vogtlandkreis   |

## Quelle
- Statistisches Landesamt Sachsen: Gebietsänderungen ab 1. Januar 2010 bis 31. Dezember 2019 (XLSX-Datei; 90 kB)